# Maternidade (Joan Miró)
Maternidade é uma pintura de Joan Miró, feita em 1924.
Em Joan Miró, a figura de mulher era quase sempre retratada como a mãe terra: um símbolo de fecundidade.
Está exposta hoje em dia no Galeria Nacional Escocesa de Arte Moderna.